# Markegång

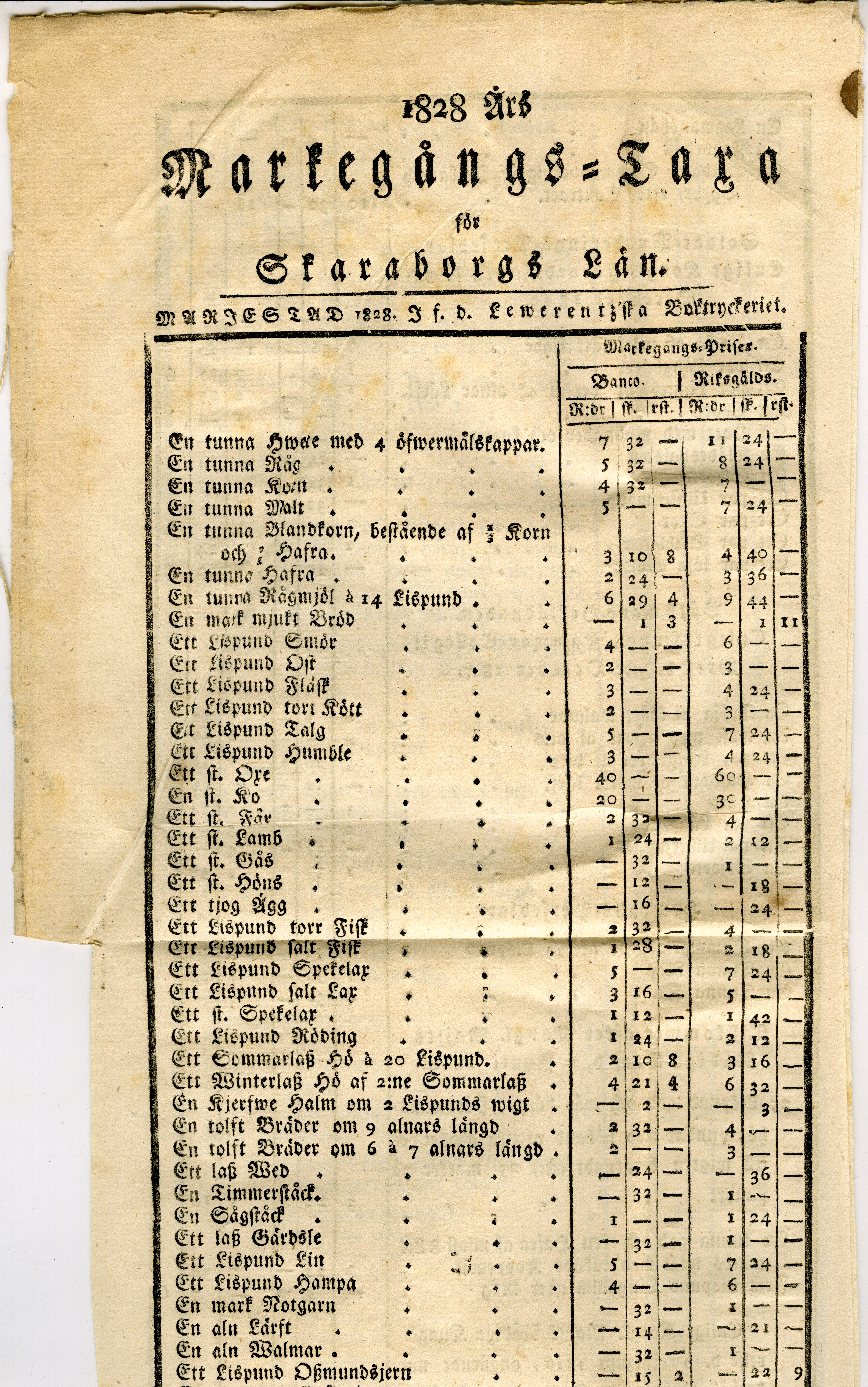
1828 års Markegångs-Taxa för Skaraborgs län

Markegång var historiskt ett sätt att i Sverige fastställa värdet i pengar av skatter, avgifter eller donationer som ursprungligen bestämts i varor eller prestationer. Den årliga värderingen är numera ersatt med ett mera automatiskt fungerande indexsystem.
År 1621 fastställdes så kallade kronovärde på skatterna in natura. När sedan genom penningvärdets fall kronans värde inte längre överensstämde med gällande priser, bestämdes 1627, att värderingen skulle ske efter priserna i närmast belägna köpstad. 
Markegångssättning, det vill säga bestämmande av dessa priser, markegångstaxorna, överläts 1731 på två representanter för varje stånd, de så kallade markegångsdeputerade. När markegång användes för fastställandet av framför allt penningvärdet av frälseräntor, landgillen och dylikt, fastställdes markegång av fyra deputerade, utsedda av respektive landsting, varav två avgäldstagare och två avgäldsgivare. 
Deputerade sammanträdde första dagarna i november varje år och fastställde dels årlig markegång på årets skörd och persedlar enligt formulär, dels årspris på så kallade huvudpersedlar, framför allt spannmål och smör enligt priserna under sex månader kring senaste årsskifte, dels så kallad markegångsdel, som var medeltalet av årsprisen för de senaste tio åren, löpande år inberäknat. Till grund för markegång låg, av häradsskrivare efter prisuppgifter av kommunalnämndsordförande samt av markegångsnämnder, uppgjorda priskuranter. Dessa nämnder bestod av dels ombud valda av kommunerna, dels personer utsedda av länsstyrelserna. Nödvändiga beräkningar, som inte behövde följas, verkställdes av länsstyrelserna. Markegångssättningen förenklades 1954 och upphörde med utgången av 1982